# Vincent Le Quellec
Vincent Le Quellec (Lannion, 8 februari 1975) is een Frans voormalig wielrenner die voornamelijk actief was op de baan.
Le Quellec kwam in het verleden uit voor onder meer Cofidis.

## Overwinningen
1995
- Europees kampioen sprint, Beloften

1996
- Europees kampioen ploegsprint, Beloften

1997
- Wereldkampioen ploegensprint, Elite (met Florian Rousseau en Arnaud Tournant)

1998
- Wereldkampioen ploegsprint, Elite (met Florian Rousseau en Arnaud Tournant)
- Wereldbekerwedstrijd ploegsprint Hyères (met Hervé Robert Thuet en Cédric Hervé)

1999
- Wereldbekerwedstrijd ploegsprint in Cali (met Arnaud Tournant en Mickaël Bourgain)

2001
- Frans kampioen keirin, Elite

## Grote rondes
Geen